# Tenetiše, Litija
Tenetiše so naselje v Občini Litija.